# Henry de Hastings
Henry de Hastings (1235? – peu avant le 5 mars 1269), fut à la tête de la ville de Londres pendant la bataille de Lewes, où il fut capturé, puis il a combattu à la bataille d'Evesham. Il a résisté au roi Henri III d'Angleterre à Kenilworth et, à la suite du diktat de Kenilworth, a pris la direction des derniers opposants du parti des barons lors de leur dernier combat dans l'Isle of Eley, qui prit fin en juillet 1267.
Henry est le fils unique de Henry de Hastings († 1250) et d'Ada de Huntingdon, troisième fille de David d'Écosse, comte de Huntingdon, et de Maude, fille et cohéritière d'Hugues de Kevelioc, comte de Chester.

## Famille et descendance
Entre 1252 et 1261, il épouse Joanna († v. 1271), fille de William de Cantilupe et sœur de George, lord d'Abergavenny. Ils ont trois filles et deux fils :
- John (1262-1313), 1er baron Hastings ;
- Edmund, lord Hastings d'Inchmahome.